# Mier Hrabia

Mier Hrabia – opracowanie współczesne

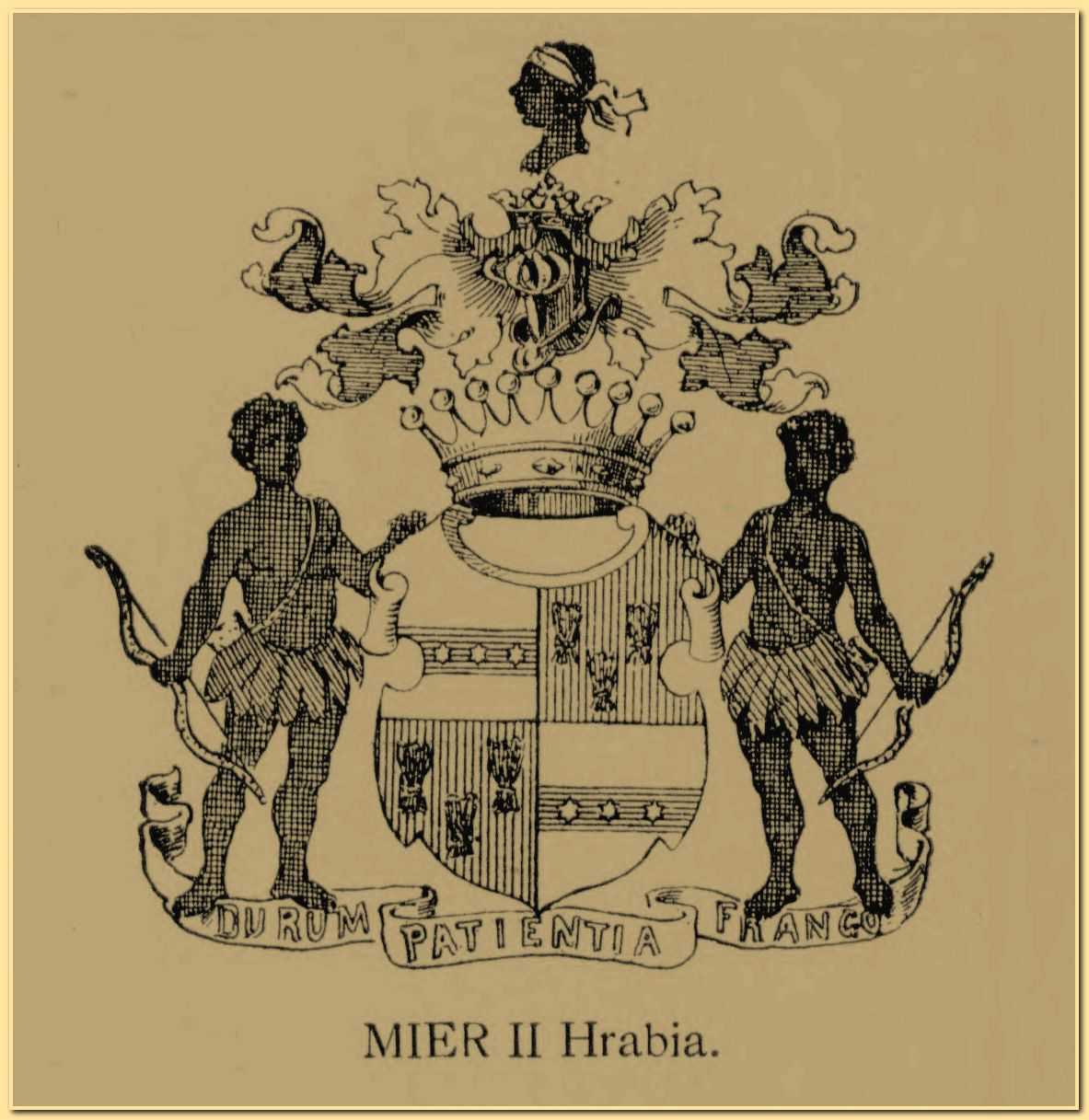
Mier Hrabia – herb szlachecki według Juliusza Ostrowskiego

Mier Hrabia – polski herb hrabiowski, odmiana herbu Mier, nadany w Galicji.

## Opis herbu
Opis z wykorzystaniem klasycznych zasad blazonowania:
Tarcza czterodzielna w krzyż, w polach I i IV, srebrnych, pas błękitny, obarczony trzema gwiazdami srebrnymi w pas. W polach II i III, błękitnych, trzy snopki złote, dwa nad jednym. Nad tarczą korona hrabiowska, nad którą hełm w zawoju i koronie z klejnotem: głowa Murzyna w prawo w barwach naturalnych, przewiązana chustą czerwoną. Labry czerwone, podbite srebrem. Trzymacze: dwóch wojowników murzyńskich w barwach naturalnych, w spódniczkach z trawy zielonych, każdy z łukiem złotym i takimż kołczanem na plecach, w którym po trzy strzały o upierzeniu błękitnym. Pod tarczą, na wstędze, dewiza DURUM PATIENTIA FRANGO (TWARDE CIERPLIWOŚCIĄ ŁAMAĆ).

## Najwcześniejsze wzmianki
Nadany 7 marca 1777 Józefowi i Janowi Mierom z tytułem hrabiowskim oraz predykatem hoch- und wohlegeboren (wysoko i szlachetnie urodzony). Podstawą nadania tytułu było szlachectwo brytyjskie, na które wystawiono patent w 1775 roku oraz kopia dyplomu królowej Elżbiety I z 1725 potwierdzająca tytuł, herb oraz nazwisko Mier of Rowallan. Ojciec obdarowanych, Wilhelm, był kasztelanem słońskim. Pochodzenie rodziny Józefa i Jana od szkockiej rodziny Mier (Muir) zostało sfałszowane. W rzeczywistości rodzina ta była patrycjuszowską rodziną z Gdańska, nobilitowaną w Szwecji w 1680 roku, indygenowaną w Polsce 28 października 1726. Po sfałszowaniu dokumentów, potwierdzających pochodzenie ze Szkocji, Mierowie przywłaszczyli także herb rodziny Muir.

## Herbowni
Jedna rodzina herbownych (herb własny):
graf von Mier.